# Kenninghall
Kenninghall est un village et une paroisse civile anglais situé dans le comté du Norfolk. En 2011, sa population était de 950 habitants.

## Personnalités
- Alexander Francis Chamberlain (1865–1914), anthropologue canadien, est né  à Kenninghall.

## Source de la traduction
- (en) Cet article est partiellement ou en totalité issu de l’article de Wikipédia en anglais intitulé « Kenninghall » (voir la liste des auteurs).